# Intayalene
Intayalene est une commune située dans le département de Tin-Akoff, dans la province d'Oudalan, région du Sahel, au Burkina Faso.

## Économie
La commune est équipée d'un forage d'eau, avec une pompe (2017).